# 周南警察署
周南警察署（しゅうなんけいさつしょ）は、山口県警察が管轄する警察署の一つである。

## 所在地
- 山口県周南市徳山5632番地4

## 管轄区域
- 山口県周南市（熊毛地域を除く）

## 沿革
- 1876年1月 花岡警察出張所徳山分屯所を設置。
- 1877年1月 山口警察署徳山分署に改称。
- 1883年9月17日 山口警察署福川分署に改称。
- 1886年8月13日 徳山警察署に改称。
- 1959年12月1日 徳山市（現・周南市）のうち、湯野、戸田、夜市の西部3地区を南陽警察署へ移管。代わりに南陽警察署から都濃郡都濃町（現・周南市）を移管。
- 2003年4月21日 徳山市・新南陽市・熊毛町・鹿野町が新設（対等）合併により周南市となったため、周南警察署に改称。
- 2006年4月1日 周南西警察署を統合し、周南西幹部交番を設置。富田交番・福川交番は連絡所に降格。

## 幹部交番
（）の中は所在地。
- 周南西幹部交番（周南市富田新町1丁目5番25号）

## 交番
（）の中は所在地。
- 徳山駅前交番（周南市御幸通2丁目28番地の2）
- 周南団地交番（周南市周陽2丁目8-30）
- 鹿野交番（周南市大字鹿野上字清水2988-1）

## 駐在所
（）の中は所在地。
- 櫛浜駐在所（周南市大字櫛ヶ浜458-6）
- 菊川駐在所（周南市大字下上岩屋2154-8）
- 須金駐在所（周南市大字須万中市2424-15）
- 須々万駐在所（周南市大字須々万本郷488-4）
- 中須駐在所（周南市大字中須南2559）
- 夜市駐在所（周南市大字夜市2917-1）
- 戸田駐在所（周南市大字戸田2584）
- 湯野駐在所（周南市大字湯野4236）
- 和田駐在所（周南市大字垰156番地の2）

## 警察官連絡所
（）の中は所在地。
- 遠石警察官連絡所（周南市遠石3丁目5-59）
- 富田警察官連絡所（周南市清水2丁目8番22号）